# LinkedIn
A LinkedIn a világ legnagyobb üzleti közösségi hálózata. 2002 decemberében alapították és 2003. május 5-én indították el. A LinkedIn üzleti kapcsolatok létesítésére és álláskeresésre épít. Többszázmillió felhasználóval rendelkezik, többségük angol nyelvterületen él. A LinkedIn-t 2011-ben vezették be a New York-i tőzsdére, LNKD rövidítéssel. 2016-ban a Microsoft felvásárolta a vállalatot.

## Története
A LinkedIn cég igazgatója Jeff Weiner, korábban a Yahoo! Inc. ügyvezetője. A céget Reid Hoffman és az alapító csapat tagjai a PayPaltól és a Socialnet.com-tól (Allen Blue, Eric Ly, Jean-Luc Vaillant, Lee Hower, Konstantin Guericke, Stephen Beitzel, David Eves, Ian McNish, Yan Pujante, és Chris Saccheri)
Az alapító Reid Hoffman, aki korábban a LinkedIn vezérigazgatója volt, most az igazgatótanács elnöke. Bhushan Kasvekar a termékekért felelős alelnök. LinkedIn székhelye Sunnyvale, Kaliforniában van, irodákkal Omahában, Chicagóban, New Yorkban, Londonban és Dublinban. A Sequoia Capital, Greylock, Bain Capital Ventures Bessemer Venture Partners és a European Founders Fund alapította. A LinkedIn már 2006 márciusa óta profitot termelő vállalkozás. 2011. januárjában 103 millió dolláros befektetést kapott.